# Lesliehögtalare

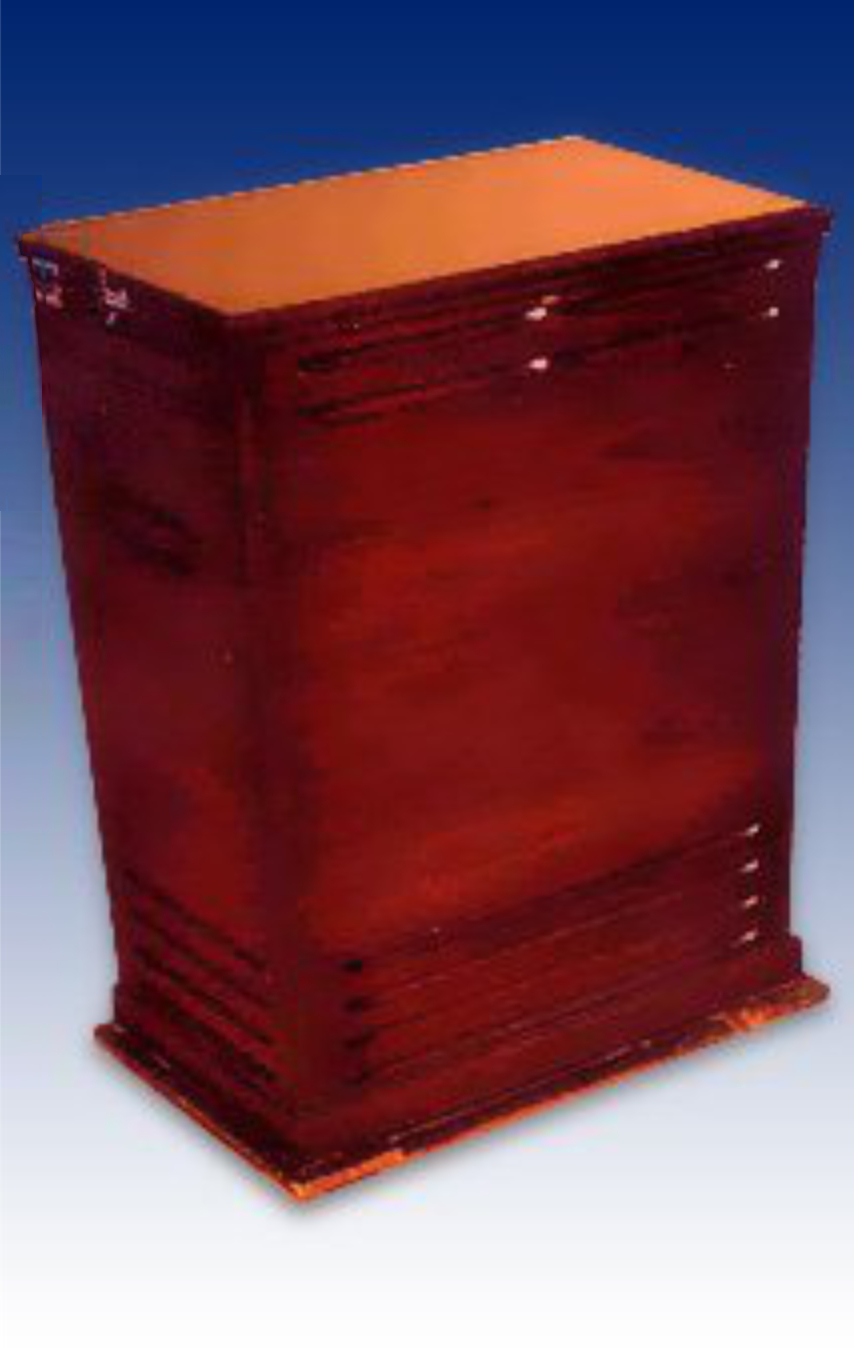
Ett Leslie 122-kabinett.

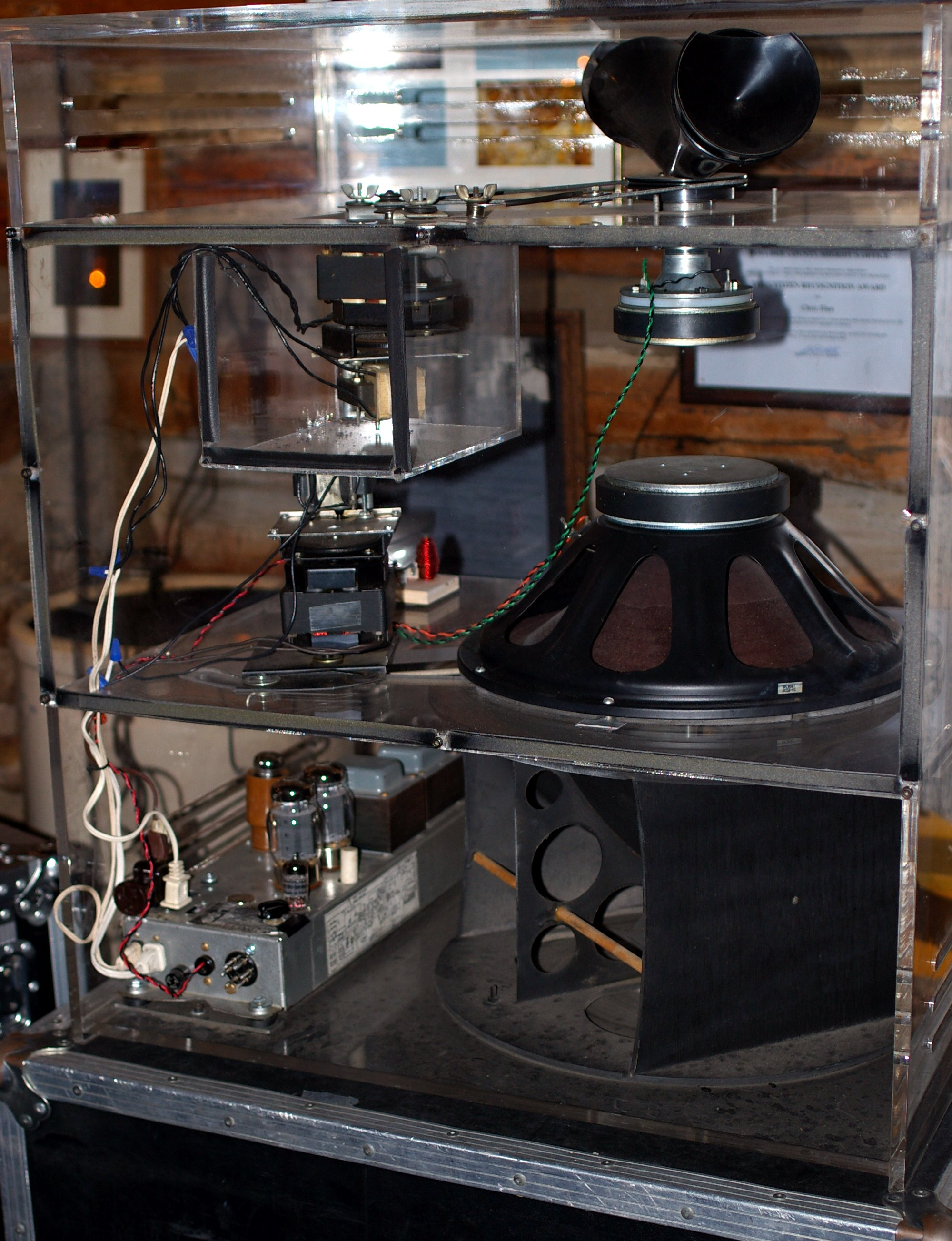
Lesliekabinett: längst upp till höger syns diskantspridaren, bestående av roterande trattar över diskantelementet; längst ned till höger, under baselementet, en roterade trumma, och till vänster syns kabinettets rörförstärkare.

En Lesliehögtalare är ett högtalarkabinett som innehåller en roterande diskantspridare. Arrangemanget ger upphov till dopplereffekt och en fasförskjutning, vilket ger en vibrato-liknande ljudeffekt som används till musikinstrument. Lesliekabinettet uppfanns av Donald Leslie i USA omkring 1940 för Hammondorgel, men det förekommer även att högtalarsystemet används med bland annat elgitarr, elpiano eller elviolin.

## Beskrivning
Ett Leslie-kabinett består av en roterande trumma med en öppning under bashögtalaren, samt en diskantspridare bestående av ett par roterande trattar som leder ljudet ut från en ansluten diskanthögtalare. Motorn har ofta två rotationshastigheter och växling mellan dessa sker successivt och används som musikalisk effekt. Olika ekon utsätts för olika dopplerskift (frekvenshöjning eller -sänkning) på grund av att utbredningsväg till lyssnaren ökar eller minskar i takt med rotationen. Effekten innebär att varje eko frekvensmoduleras var för sig. Liknande effekt erhålles i ett modernt keyboard om man med modulationshjulet ställer in hög frekvensmodulation, och kombinerar detta med delay (ekoeffekt).
Under 1960-talet började man experimentera med fasförskjutning med bandspelare och det kom även elektroniska analoga fasförskjutningspedaler, och senare choruseffektenheter, som skapade liknande ljudeffekter. Numera finns även produkter där Leslie-effekten simuleras digitalt, men originalkabinetten används ännu idag i stor utsträckning eftersom effekten är komplex att återskapa.  
Leslie-kabinettet har i de flesta fall en inbyggd förstärkare. De är bestyckade antingen med elektronrör eller transistorer. Det absolut vanligaste Leslie-kabinettet är 760-Lesliet, som tillverkades i Danmark i stora mängder under 60- och 70-talen av fabrik Jörgensen för den nordiska marknaden. Det var oftast klätt i svart vinyl och saknade de karaktäristiska slitsarna som anses färga ljudet på ett fördelaktigt sätt. 770-modellen hade exakt samma bestyckning med avseende på förstärkare och högtalare, men hade ett kabinett med träyta och slitsar.
De vanligast förekommande kabinetten med rörförstärkare är: 145, 147 och 122. 145:an har ett något lägre kabinett än de övriga, men har samma bestyckning vad gäller förstärkare och högtalarelement.  145 och 147 har ingång med låg känslighet. De används normalt till orglar (eller dylikt) som har egna högtalare och kopplas in parallellt med dessa. 122:an har högre känslighet och är dessutom utrustad med balanserad ingång. Den är lämpad för orglar som saknar egna högtalare.
Leslie-kabinetten 147 och 122 ser för övrigt likadana ut som 770, med det högre träkabinettet. Det är det japanska företaget Suzuki som har köpt Leslie-rättigheterna, och den enda kvarvarande äldre modell som de tillverkar än idag är 122-kabinettet, fortfarande bestyckad med rörförstärkare. Idag finns även Leslie 3300 samt 2101 och 2103.